# Stickel (Grabmal)

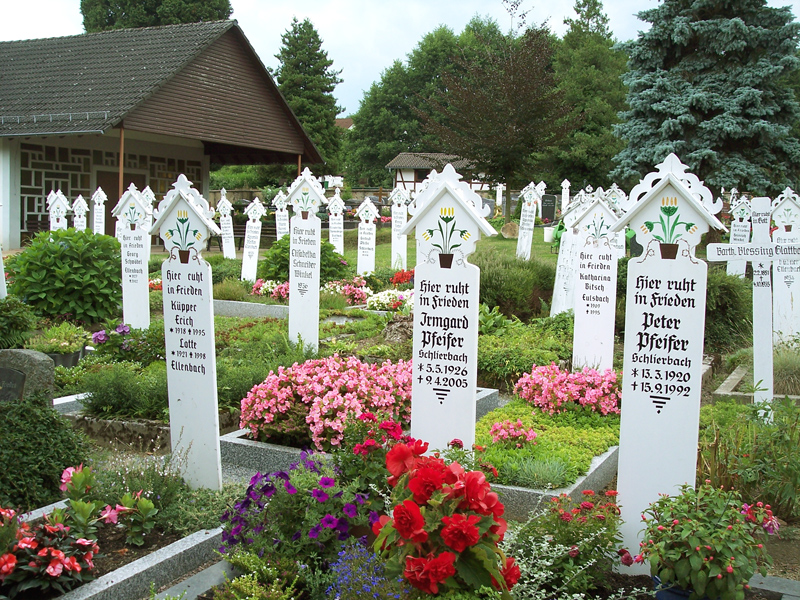
Stickelfeld auf dem Schlierbacher Friedhof

Ein Stickel ist eine Sonderform des Totenbrettes, die anstelle eines Grabsteines auf Gräbern aufgestellt wurde. Diese Form stammt vermutlich aus der Zeit der Reformation und war früher über die ganze Kurpfalz verstreut, so im Wald-Michelbach, Hammelbach, Otzberg, der Nassauischen Pfalz und in der Rheinischen Pfalz. 
Ein Stickel ist ein weiß bemaltes Brett mit dem Namen des Verstorbenen, dem Geburts- und Sterbedatum, heute fast ausschließlich nach der Art der Schlierbacher Schreiner mit einem aufgemalten Blumentopf mit einer heranwachsenden, einer blühenden und einer verwelkenden Tulpe sowie einigen Luftwurzeln. Kindergräber haben Stickel mit tulpen- oder linsenförmigem Abschluss. Die ältesten bekannten Stickel zeigten Rautenmuster, verschlungene Schneeglöckchen oder Tulpen in anderer Darstellungsart, hatte doch jeder Dorfschreiner seine eigene Schablone und seine eigene Art zu bemalen. Da in Schlierbach früher 21 Kirchspielorte beerdigten (Ober-Laudenbach, Bonsweiher, Wald-Erlenbach, Mitlechtern, Lauten-Weschnitz, Igelsbach, Mittershausen, Scheuerberg, Linnenbach, Erlenbach, Seidenbach, Seidenbuch, Glattbach, Winkel, Schlierbach, Eulsbach, Ellenbach, Kolmbach, Breitenwiesen, Knoden und Schannenbach) muss die Vielfalt um 1800 groß gewesen sein, was die ältesten Fotografien von Friedrich Mößinger und Dr. Heinrich Winter aus den 1920er und 1930er Jahren noch nachvollziehen lassen. 
Dr. Heinrich Winter hatte in seinem Volkskundemuseum im Kurmainzer Amtshof in Heppenheim ein Dutzend Stickelformen der südhessischen Region der ehemaligen Kurpfalz zusammengetragen.

## Weblink
- Stickelfeld in Schlierbach (Lindenfels)